# 코제트

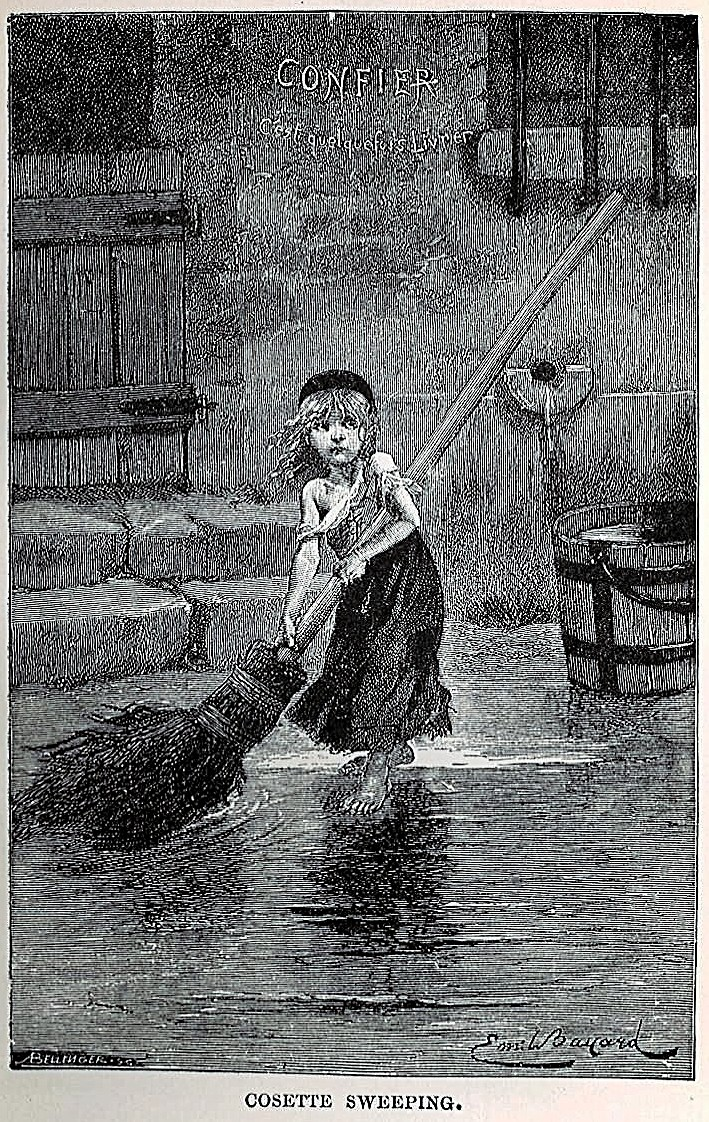
1862년 《레 미제라블》 최초 판 속 에밀 바야르가 그린 코제트의 모습

코제트(프랑스어: Cosette)는 빅토르 위고의 소설 《레 미제라블》의 등장인물이다. 전체 이름은 외프라지 '코제트' 포슐르방(Euphrasie "Cosette" Fauchelevant)이다. 극중 출생년도는 1815년이다.
코제트는 팡틴의 딸로, 어렸을 때 여관을 운영하는 테나르디에 부부에게 맡겨졌다. 테나르디에 부부는 코제트를 여관의 하인으로 만들어 구박하였다. 팡틴이 죽은 뒤 장 발장이 테나르디에 부부를 찾아와 코제트를 데려왔으며, 장 발장의 딸로 자랐다. 이후 코제트는 수녀원 부속학교에서 교육받았다. 청소년이 된 코제트는 수녀가 되지 않고 장 발장과 함께 파리에 머물렀다. 거기서 코제트는 젊은 변호사인 마리우스 퐁메르시와 사랑에 빠지고 결혼한다.

## 같이 보기
- 에스메랄다 (가상의 인물)